# Plagiothecium entodontella
Plagiothecium entodontella är en bladmossart som beskrevs av Brotherus och Hugh Neville Dixon 1935. Plagiothecium entodontella ingår i släktet sidenmossor, och familjen Plagiotheciaceae. Inga underarter finns listade i Catalogue of Life.